# Idżtihad

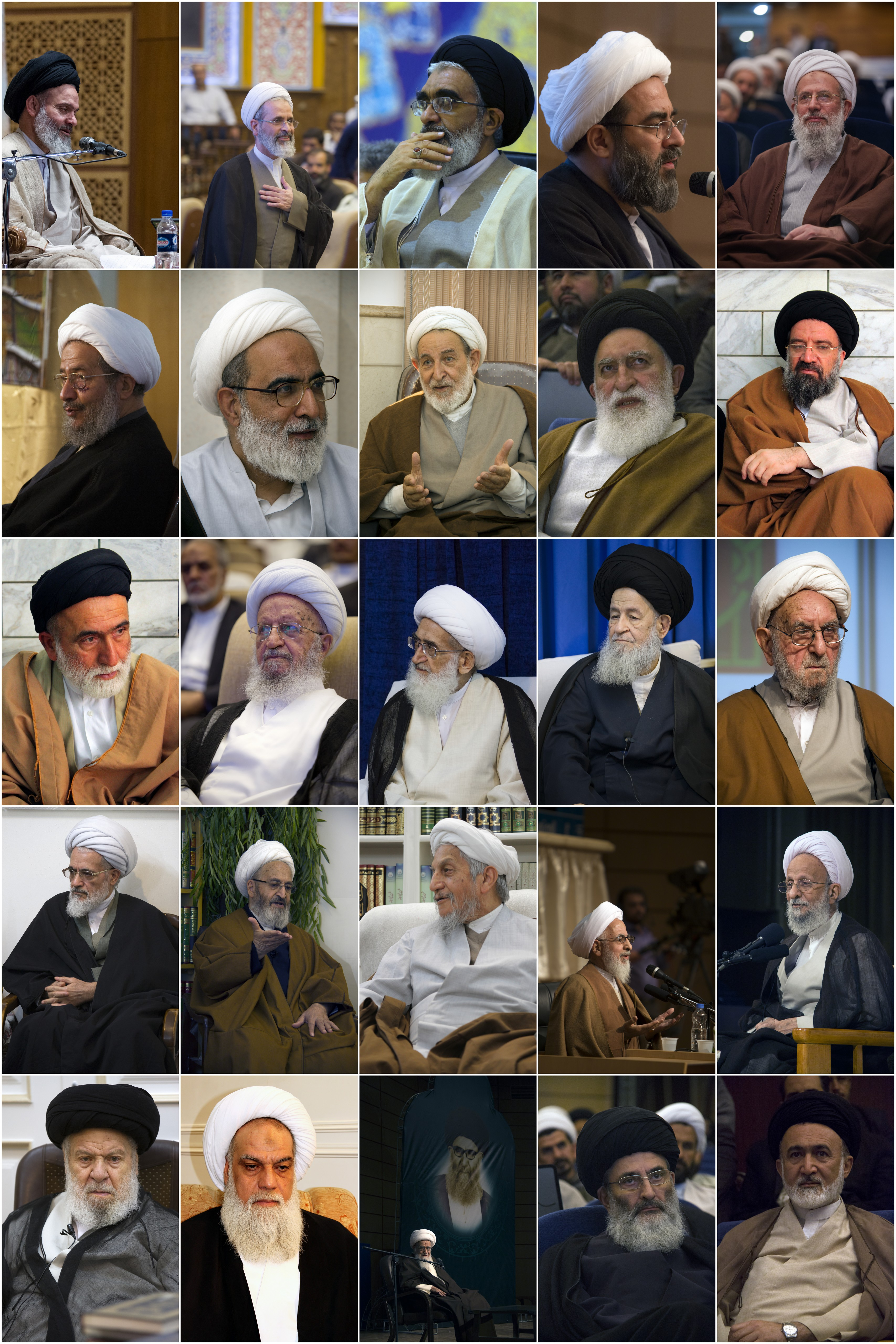

Idżtihad (arab. ‏اجتهاد‎, iğtihād) – rozwijanie prawa, „wysiłek twórczy”; „możliwość uczonego (mudżtahida) do samodzielnego formułowania opinii, posługiwania się indywidualnym rozumowaniem”, twórcza, racjonalna interpretacja szariatu, zdyscyplinowane posługiwanie się rozumem pomagające w dostosowywaniu prawa islamu do nowych warunków. Wyróżnia się trzy stopnie:
1. najniższy: zdolność do wydawania sądów w konkretnych przypadkach;
2. średni: wydawanie sądów w systemie prawnym;
3. najwyższy: wydawanie sądów ustawodawczych – ten poziom osiągnęli jedynie założyciele 4 szkół prawa muzułmańskiego – Malik Ibn Anas, Ahmad ibn Hanbal, Abu Hanifa i Asz-Szafi’i[2].

W nowej sytuacji, nieokreślonej wyraźnie w prawie poprzez metodę wnioskowania przez analogię (kijas) należało znaleźć taki element, który w sposób istotny byłby podobny do sytuacji już opisanej przez przepisy prawne. Kiedy powstał konsensus (idżma) zatwierdzający taką ogólną zasadę, powinna być ona uważana za niepodważalną prawdę. Za uzasadnienie takiego działania uważa się fragment hadisu: Uczeni są dziedzicami proroków.
Podejście poszczególnych szkół prawa muzułmańskiego (mazhabów) do idżtihadu było zróżnicowane. Szkoła hanbalicka przywiązywała do idżtihadu większe znaczenie niż do idżmy (hanbalici akceptowali jedynie idżmę Towarzyszy Proroka) – jednak idżtihad musiał być stosowany zgodnie ze ścisłymi zasadami analogii. Hanafici i malikici nie wymagali ścisłego stosowania analogii, co mogło być usprawiedliwione np. interesem dobra ludzi (istislah) – według szkoły malikickiej.
Powszechnie uważa się, że od X wieku „brama idżtihadu została zatrzaśnięta (zamknięta)” – oznaczało to zakaz stosowania twórczej interpretacji prawa w stosunku do kwestii, w których uczeni muzułmańscy osiągnęli już zgodę. Nie ma jednak dowodów, które w sposób jednoznaczny potwierdziłyby, że zasada taka została kiedykolwiek sformułowana lub ogólnie przyjęta; w ramach każdej ze szkół prawa nadal stosowano idżtihad.
We współczesnej szyickiej teorii państwa, na czele społeczności powinien stać mudżtahid, posiadający uprawienia do stosowania absolutnego idżtihadu (al-idżtihad al-mutlak).
Przeciwieństwem idżtihadu jest metoda taklidu (naśladowania).